# سارا وب
سارا وب (انگلیسی: Sarah Webb؛ زادهٔ ۱۳ ژانویهٔ ۱۹۷۷) قایقران قایق بادبانی اهل بریتانیا است.